# Thamizhan
Thamizhan es una película dramática de acción en lengua tamil de la India de 2002 dirigida por el debutante Majith y producida por G. Venkateswaran. La película está protagonizada por Vijay y Priyanka Chopra como protagonistas. Chopra debutó en el cine a través de esta película. Revathi, Nassar, Ashish Vidyarthi y Vivek también desempeñan papeles fundamentales en la película, mientras que la partitura y la banda sonora de la película fueron compuestas por D. Imman. La historia consiste en resolver varios casos de corrupción por parte de un abogado llamado Surya en el proceso de lucha contra un jefe criminal y finalmente hacer que los conceptos básicos de la ley india estén disponibles como un libro gratuito para la gente común. La película se estrenó el 12 de abril de 2002. Recibió críticas mixtas y se convirtió en un éxito promedio en la taquilla.

## Sinopsis
Surya (Vijay) es un tipo feliz y afortunado y a menudo se involucra en peleas insignificantes. Se enamora de Priya (Priyanka Chopra). Su cuñado Sakthivel (Nassar) le aconseja trabajar con el abogado principal Lakshminarayanan (Delhi Ganesh). Se convierte en un abogado íntegro que valora y trata de reparar las cosas legalmente. Sakthivel es asesinado en el proceso de defender la justicia por un pez gordo corrupto GK (Ashish Vidyarthi).
Asume la misión de hacer que los legos comprendan sus derechos legales y aprendan los conceptos básicos de la ley india. Entonces, Surya es visto como un héroe por la gente. Surya sella la fábrica de lácteos de GK por violar las normas de seguridad alimentaria. La hermana de Surya, Jaya (Revathi), también encuentra un final lamentable a manos de los matones de GK, pero Surya se niega a rendirse. Los matones de GK inician un motín en una aldea y culpan a Surya. Surya es arrestado y golpeado por policías corruptos y, a cambio, toma represalias. Surya es citado en la corte y pelea legalmente, sugiriendo varias reformas en el sistema judicial de la India. Después de que Surya es liberado, GK intenta dispararle, pero la gente lo golpea. Surya le dice a GK que se reforma antes de ser castigado. Por su servicio, Surya es honrado por el presidente de la India. Finalmente, se demuestra que el sueño de Surya se había hecho realidad.

## Reparto
- Vijay como Lawyer Surya
- Priyanka Chopra como Priya
- Nassar como Shakthivel
- Revathi como Jaya
- Vivek como Nandhakumar
- Ashish Vidyarthi como G.K
- Delhi Ganesh como abogado principal Lakshminarayanan
- Vinu Chakravarthy como MLA Nachiyappan
- M. S. Bhaskar como Conductor Ganesan
- Thadi Balaji como Sekhar, amigo de Surya
- Charuhasan como Sivaraman
- Poornam Vishwanathan como Vishwanthan
- Vasu Vikram como Govindhan
- Vincent Roy como DCP Muthuvel
- Pooja como Ramya, hija de Shakthivel y Jaya
- Muthukaalai como conductor de auto
- Bayilvan Ranganathan
- Sridhar como bailarín

## Producción
En 2001, el productor G. Venkateswaran firmó con Thirupathisamy para dirigir a Vijay en una película de acción titulada Velan. La película, una nueva versión de la película en telugu del director de Azad, vio a Priyanka Chopra, ganadora del concurso de belleza Miss Mundo 2000, ser traída por Venkateswaren para debutar y interpretar el papel principal femenino. Sin embargo, antes de que comenzara la producción, Thirupathisamy murió en un accidente y Venkateswaren decidió dar al debutante Majith la oportunidad de dirigir una película con el mismo elenco. Para prepararse para su papel en la película, Chopra vio películas en tamil y trató de adquirir un acento tamil.
Gautami fue inicialmente seleccionada para interpretar a la hermana de Vijay en la película, pero luego fue reemplazada por Revathi. Vivek fue contratado para filmar escenas de comedia por una suma de ₹ 15 lakh. También se seleccionó a un nuevo equipo técnico formado por el director musical Imman, de 18 años, que había anotado para series anteriores, y al director de fotografía Ekambaram, que había sido aprendiz de Jeeva. Además, los decorados fueron diseñados por Sabu Cyril, la coreografía de baile fue de Raju Sundaram y las acrobacias fueron arregladas por Super Subbarayan.
Una escena de la película presentaba al productor y letrista Vairamuthu haciendo apariciones especiales como ellos mismos durante un evento de lanzamiento del libro. La naturaleza patriótica de la película llevó a que se lanzara un sello postal con la cara de Vijay. Las similitudes de título y fecha de estreno entre Thamizhan y Thamizh, protagonizada por Prashanth, crearon confusión, y los productores de ambas películas no pudieron adaptarse a ningún cambio.

## Lanzamiento
La película se estrenó el 12 de abril de 2002. Realizada con un alto presupuesto de ₹5 crore, Thamizhan se vendió por ₹11,5 crore a distribuidores.
La película fue posteriormente apodada en hindi como Jeet - Born To Win (2009).

## Recepción crítica
La película se abrió a críticas mixtas de los críticos de cine. Malathi Rangarajan de The Hindu elogió el cambio de imagen de Vijay y afirmó que representa un «retrato digno de crédito», al tiempo que agregó que «el diálogo es un punto fuerte de la película». Agregó además que «la debutante Priyanka Chopra tiene muy poco que hacer» y que el papel de Revathi era el de una hermana mayor cliché. En comparación, un crítico de Bizhat.com afirmó que «el mensaje transmitido te deja exhausto y estresado», dando a la película una crítica media.

## Banda sonora
La banda sonora de la película fue compuesta por D. Imman, quien debutó a los 19 años. Priyanka Chopra cantó una canción en la película, y Vijay la recomendó después de haberla escuchado tararear una melodía.
| Lista de canciones |                     |                            |          |  |
| N.º                | Título              | Intérprete(s)              | Duración |  |
| 1.                 | «Hot Party»         | Tippu, Mathangi            | 04:38    |  |
| 2.                 | «Lala Law Mudichom» | Shankar Mahadevan, Lavanya | 05:09    |  |
| 3.                 | «Mattu Mattu»       | D. Imman, Anuradha Sriram  | 05:03    |  |
| 4.                 | «Tamizha Tamizha»   | Karthik                    | 04:43    |  |
| 5.                 | «Ullathai Killathe» | Vijay, Priyanka Chopra     | 05:04    |  |
| 24:37              |                     |                            |          |  |